# Неаполитанское морское сражение
Неаполитанское морское сражение (ит. Battaglia del golfo di Napoli) — одно из морских сражений во время Войны Сицилийской вечерни. Произошло 5 июня 1284 года перед Кастелламмаре-ди-Стабия. Арагонский  флот под командованием Руджеро Лауриа разбил неаполитанский  флот и захватил в плен Карла II Анжуйского.

## Предыстория
После сицилийской вечерни в начале 1282 года разразилась война между Анжуйским Неаполитанским королевством и рядом городов на Сицилии. Война расширилась, когда Королевство Арагон вмешалось на стороне сицилийцев, высадив армию на Сицилии и успешно вынудив анжуйского короля Карла Анжуйского эвакуировать остров. Пока Арагон оккупировал Сицилию, Карл Анжуйский работал над восстановлением военно-морской мощи своего королевства. Действуя из портов Сицилии, арагонский флот надеялся сорвать это наращивание военно-морского флота, поскольку контроль арагонцев на море делал любую анжуйскую попытку вторжения на Сицилию невозможным.
Летом 1283 года арагонско-сицилийский адмирал Руджеро Лауриа одержал крупную победу над анжуйцами в морском сражении при Мальте, а в следующем году с собственными и захваченными галерами отправился против анжуйцев и стал совершать набеги на побережье южной Италии, надеясь втянуть противника в бой. В отсутствие Карла I Анжуйского его сын принц Салерно Карл II Анжуйский решил дать арагонцам бой.

## Ход сражения
Генуэзские союзники Карла II собрали большой флот галер. Лауриа решил напасть на галеры Карла II в Неаполе, прежде чем они смогли бы присоединиться к генуэзцам. Он использовал прикрытие темноты, чтобы добраться до Неаполя, где совершил несколько рейдов на суше, чтобы выманить Карла II в открытое море для сражения. 
В ночь перед битвой Лауриа захватил две провансальских галеры, отправленных Карлом I сыну. Карл II имел четкий приказ оставаться в порту и ждать прибытия сил союзников, но его нетерпение взяло верх. Из-за этого нетерпения, после того как галеры Лауриа приблизились к неаполитанцам, флот Карла II вышел в море и начал неорганизованное преследование. Лаурия совершил притворное отступление и выстроил свой флот в линию, пока противник не приблизился, после чего 10 галер, стоявших до того у Кастелламмаре-ди-Стабия, присоединились в основному флоту и образовали полумесяц, подготовившись к бою. 
Арагонский флот атаковал Карла II с фланга, где галеры анжуйцев были наиболее уязвимыми. В итоге 15-18 галер Карла II бежали обратно в Неаполь, 9-13 галер попали в плен. Карл II также попал в плен и был освобожден в 1288 году усилиями Эдуарда I Английского. В Канфранке, на севере Арагона, было подписано соглашение, по которому Карл II был освобожден под честное слово в обмен на трех своих сыновей, которые стали заложниками вместо него.

## Последствия
В первые месяцы 1285 года Карл I умер, и Карл II был провозглашен его преемником, но поскольку он все ещё был пленником в Каталонии, было учреждено регентство во главе с его племянником Робертом д’Артуа и папским легатом Джерардо ди Пармой. После освобождения из плена Карл II был коронован в Риети 29 мая 1289 года, получив от Папы и титул короля Сицилии. Также было подписано двухлетнее перемирие.